# Malena Muyala
Malena Muyala (San José de Mayo, San José, 23 de marzo de 1971) es una cantante y compositora uruguaya de tango, valses, milongas y milongones. Es una de las principales voces femeninas de Uruguay. Es también directora del Teatro Solís de Montevideo.

## Biografía
Muyala nació en Uruguay en Departamento el de San José donde transcurre su infancia y parte de su juventud. El ámbito familiar, especialmente su abuela, le fomentaron el gusto por la música y el teatro.

## Carrera
A la temprana edad de 11 años ingresa al Teatro Macció de San José donde bajo la dirección del Director Eduardo Malet recibe sus primeras clase de arte dramático y realiza las obras "Percanta que me amurraste" y "Vámonos". Durante su adolescencia continúa vinculándose a la música, integrando diversos grupos y dirigiendo una murga integrada en su totalidad por mujeres en el marco de las Estudiantinas.
Su carrera se despega en el año 1988 cuando se radica en la ciudad de Montevideo e ingresa en la Antimurga BCG, a cargo del Director Jorge Esmoris. Junto a él realiza las obras "Entre locos y loquitos", "Papitas y boniatos al horno" y "Sexo, chocolate y BCG". En todas ellas, además de la actuación, participó como cantante.
En 1991 participa del Primer Certamen Nacional de Tango realizado en Uruguay y obtiene el Primer Premio entre 350 participantes de todo el país. En el mismo año forma un grupo musical y comienza a presentarse en distintos escenarios nacionales. Al poco tiempo, en 1994, recibe una invitación por la cantautora Estela Magnone a ser la voz solista del grupo Seda integrado por Pitufo Lombardo, Shyra Panzardo, Cinthia Gallo y Estela Magnone.
En el año 1997 presenta ante el Ministerio de Educación y Cultura de Uruguay su proyecto "Malena, tanto tango y tanto amor" que es seleccionado entre 70 propuestas para realizar una gira a nivel nacional. Un año después graba su primer disco compacto dando inicio a su carrera discográfica. Desde ese año hasta la actualidad se ha dedicado de forma continua y constante a su carrera artística que la ha llevado a realizar diversas presentaciones nacionales e internacionales, siendo reconocida por diversas distinciones y convirtiéndose en una artista multipremiada.
En el año 2000 graba su segundo Disco "Puro Verso". Seguido por "Viajera" en el 2007, el cual obtiene el reconocimiento de Disco de Oro
En 2008 es invitada por la Orquesta Filarmónica de Montevideo a realizar un espectáculo llamado Malena Muyala + La Filarmónica en las escalinatas del Hotel del Prado.
Graba su cuarto disco en este caso en vivo y su primer DVD en el Teatro Solís de Montevideo. 
En 2010 canta en la Explanada del Palacio Legislativo con motivo del cambio de autoridades parlamentarias. El mismo año es la encargada de reinaugurar, luego de su reforma, el Teatro Macció de su ciudad natal, San José de Mayo. A su vez, es invitada por el Gobierno Argentino a cantar en los festejos por el Bicentenario de ese país. Canta junto a la Filarmónica de Montevideo en la asunción de mando de la Intendenta de Montevideo.
En los últimos años graba, junto a otros artistas, la canción de la Selección Uruguaya de Fútbol "Fundación Celeste" con motivo de incentivar el deporte. Asimismo, en el año 2011, realiza la gira Pebeta de mi barrio la cual consistió en una recorrida de los barrios montevideanos invitando a los vecinos a que cuenten sus historias y recuerdos barriales. El trabajo recopilado en la gira forman parte de un libro y de un documental de Malena Muyala.

## Escenarios Nacionales
- 1992, Festival de Tango de Montevideo, Teatro Solís antes de la Orquesta del Maestro Osvaldo Pugliese.
- 1996, Cumbre Mundial del Tango en Montevideo.
- 2005, Festival de Jazz de Lapataia en Punta del Este.
- Sala Zitarrosa en Montevideo.
- Plaza Independencia. Homenaje 90 años de La Cumparsita, Montevideo.
- 2006, Festival de Jazz de Lapataia  en Punta del Este.
- Teatro Solís en Montevideo.
- Festejos del Bicentenario en Montevideo, Uruguay.
- Festejos del Bicentenario en Mercedes, Uruguay.
- Festejos del Bicentenario en San José, Uruguay.
- Auditorio Nacional Adela Reta.

## Escenarios Internacionales
- Festival Uruguay Grecia 1993 / Atenas, Grecia
- Festival de Tango de Granada 1997 / España
- Festival de Tango Buenos Aires 1998 / Argentina
- Homenaje a Carlos Gardel 2003/ Teatro Municipal, Caracas, Venezuela
- Fiesta de la Independencia uruguaya / Gualeguaychú. Argentina
- Festival Buenos Aires Tango 2004 / Argentina
- Festival de Tango La Falda 2005 / Córdoba, Argentina
- Gandhi / Buenos Aires, Argentina
- Festival Una noche bajo las estrellas La Falda 2006/ Córdoba, Argentina
- Notorious / Buenos Aires, Argentina
- Festival de Tango de Buenos Aires 2007 / Argentina
- Teatro La Comedia / Rosario, Argentina
- Festival de Petrópolis / Brasil
- Festival Tango y más / Italia
- Teatro Mella / La Habana, Cuba
- Teatro Karl Marx / La Habana, Cuba
- Festival SXSW / Austin, Texas, EE. UU.

## Obra

### Discografía
- Temas pendientes (Ayuí / Tacuabé, 1998)
- Puro verso (Ayuí / Tacuabé, 2000)
- Malena Muyala en el Solís (Bizarro Records (Uruguay, 2000)
- Mujer de tango (Los Años Luz Discos, 2006)
- Viajera (Los Años Luz Discos (Argentina), Bizarro Records (Uruguay, 2007)
- Pebeta de mi barrio (Bizarro Records, 2011)
- Temporal (Bizarro Records, 2015)

### DVD
- Malena Muyala en el Solís (Bizarro Records. 2009)

### Participaciones
- Olvidando el adiós / El Puente de Jaime Roos
- Si me voy antes que vos / Si me voy antes que vos Jaime Roos
- Avenida Sarandí / Esperando salir (Composiciones de chicos del INAU)
- La vida bienvenida (A beneficio de la Fundación Álavarez Calderyro Barcia)
- Liberate (Tributo a Jorginho Gularte)
- Mi corazón (Bajofondo Tango Club)

## Distinciones y premios
- Disco de Oro “Temas pendientes”, Cámara Uruguaya del Disco.
- Disco de Oro “Puro verso”, Cámara Uruguaya del Disco.
- Madrina de la Fundación Álvarez Caldeyro Barcia.
- Mujer del Año.
- Joven Sobresaliente.
- Premio Iris, entregado por El País.
- Disco de Oro “Viajera”, Cámara Uruguaya del Disco.
- Ciudadana Ilustre de Montevideo.
- Disco de Platino "Viajera", Cámara Uruguaya del Disco.
- DVD de Oro "Malena Muyala en el Solís", Cámara Uruguaya del Disco.
- 2010, Premio Graffiti a "Malena Muyala en el Solís" como Mejor Disco de Tango.
- 2016, Premio Graffiti a "Temporal" como Mejor Disco de Tango.

## Músicos actuales
- Enrique Anselmi. Bajos
- Gustavo Montemurro. Piano y acordeón
- Gerónimo de León. Batería y percusión
- Fabián Pietrafesa. Clarinete y saxo

## Otros
En el año 2007 es invitada a realizar la obra Monólogos de la Vagina con el fin de recaudar fondos para la lucha contra la violencia a mujeres y niñas. 